# Constantin Prezan
Constantin Prezan (Butimanu, 1861. január 26. – Schinetea, 1943. augusztus 27.) román nemzetiségű katonatiszt az első világháború idején, egyike a román hadsereg 3 marsalli ranggal felruházott katonatisztjének.

## Élete
1877. szeptember 1-én beiratkozott a bukaresti gyalogsági és lovassági iskolába. 1883–1886 között elvégezte a Tüzérségi Iskolát is. Két év múlva ezredesi rangban tanár lett a lovassági iskolában, egyúttal Bukarest városparancsnoka is volt. Az 1916-os erdélyi hadjáratban az északi IV. hadsereg parancsnoka volt, ezt a tisztségét november 9-ig töltötte be. november 11–13. között az I. Hadsereg parancsnoka volt.
Ő készítette el az 1917-es védekező hadműveletek tervét, amelynek eredményeként sikerült a románoknak győzelmet aratni a mărășești-i, mărăști-i és ojtozi csatában.
A háború után a Román Hadsereg vezérkari főnöke volt, 1918-1920 között. 1930-ban korábbi vetélytársával, Alexandru Averescu tábornokkal együtt megkapta a marsalli rangot.
1943. augusztus 27-én halt meg a Vaslui megyei Schinetea-ban.

## Fordítás
- Ez a szócikk részben vagy egészben  a   Constantin Prezan című román Wikipédia-szócikk fordításán alapul.  Az eredeti cikk szerkesztőit annak laptörténete sorolja fel. Ez a jelzés csupán a megfogalmazás eredetét és a szerzői jogokat jelzi, nem szolgál a cikkben szereplő információk forrásmegjelöléseként.